# Nicole Paggi
Nicole Paggi (Contea di Travis, 15 agosto 1977) è un'attrice statunitense, conosciuta per la sua interpretazione, nel ruolo di Sara, nella sitcom statunitense  One on One.

## Carriera
La sua prima apparizione risale al 2002, nella serie TV Glory Days dove recita nella parte di Maddie Mills nell'episodio intitolato Everybody Loves Rudy (Tutti Amano Rudy).
Inoltre, sempre nel 2002, appare in CSI - Scena del crimine, nell'episodio Let the Seller Beware, nel ruolo di Nicole Exmoor.
Appare ancora nel 2002 in Providence, dove interpreta Britney negli episodi The Sound of Music, Cloak & Dagger, A New Beginning, Out of Control, Smoke and Mirrors e Gotcha.
Nel 2003 interpretò Zoe nella serie tv Fastlane e Marie Blanchard nel film Tempeste di ghiaccio. Paggi è apparsa anche in Judging Amy, nella parte di Ms. Griffin. Lo stesso anno ha interpretato Sydney Shanowski nella sitcom Hope & Faith  fino al 2004.
Paggi ha ricevuto un altro ruolo principale in una serie televisiva, nel ruolo di Sara Crawford nella sitcom televisiva UPN One on One, durante la quinta e ultima stagione della serie. I suoi altri programmi televisivi includono apparizioni come ospite in Quintuplets, Jake in Progress, CSI: Crime Scene Investigation, per la quale è apparsa nel 2002 e di nuovo nel 2008, Mad Love e 90210, così come i film televisivi Campus Confidential e Undercover Bridesmaid. Nel 2007, Paggi ha interpretato un ruolo da protagonista nel film Cielito Lindo, al fianco di Alejandro Alcondez, che ha anche diretto, prodotto e scritto il film.
Nel 2011, ha recitato in Girls Talk, un'opera teatrale scritta da Roger Kumble, insieme a Brooke Shields e Constance Zimmer.
Nel 2023 va a sostituire Kirsten Storms nel ruolo di Maxie Jones per una puntata nella soap opera General Hospital. Ritorna brevemente nel ruolo nel 2025.

## Doppiatrici italiane
Nelle versioni in italiano delle opere in cui ha recitato, Nicole Paggi è stata doppiata da:
- Emanuela D'Amico in 9-1-1